# Tom Joad
Tom Joad är en litterär figur från John Steinbecks roman Vredens druvor från 1939. Joad förkroppsligar den enkla mannen som blir utsatt för orättvisa.
| ”                                         | I'll be aroun' in the dark. I'll be everywhere-wherever you look. Wherever there is a fight so hungry people can eat, I'll be there. Wherever there is a cop beatin' up a guy, I'll be there...I'll be in the way kids laugh when they're hungry and they know supper's ready. An' when our folk eat the stuff they raise an' live in the houses they build—why, I'll be there. | „ |
| – Vredens druvor (1939) av John Steinbeck | |   |

## I populärkultur
- Woody Guthrie skrev och spelade in låten "Tom Joad" 1940, efter att ha sett filmen Vredens druvor från samma år.[1]
- Bruce Springsteen spelade in musikalbumet The Ghost of Tom Joad 1995.